# Pem Sluijter
Petronella Eduarda Maria Rutgers-Sluijter (Middelburg, 15 mei 1939 - Den Haag, 18 december 2007) was een Nederlands dichteres.
Pem Sluijter studeerde wijsbegeerte, vrouwenstudies en perswetenschappen en was daarnaast werkzaam als journaliste bij Het Parool.
In 1970 publiceerde ze Ontwikkelingssamenwerking (bestemd voor het secundair onderwijs).
Ze debuteerde als dichteres in 1997, op 58-jarige leeftijd, met de bundel Roos is een bloem. Ze kreeg hiervoor de C. Buddingh'-prijs voor debutanten. In 2004 verscheen haar tweede bundel, Het licht van Attika.

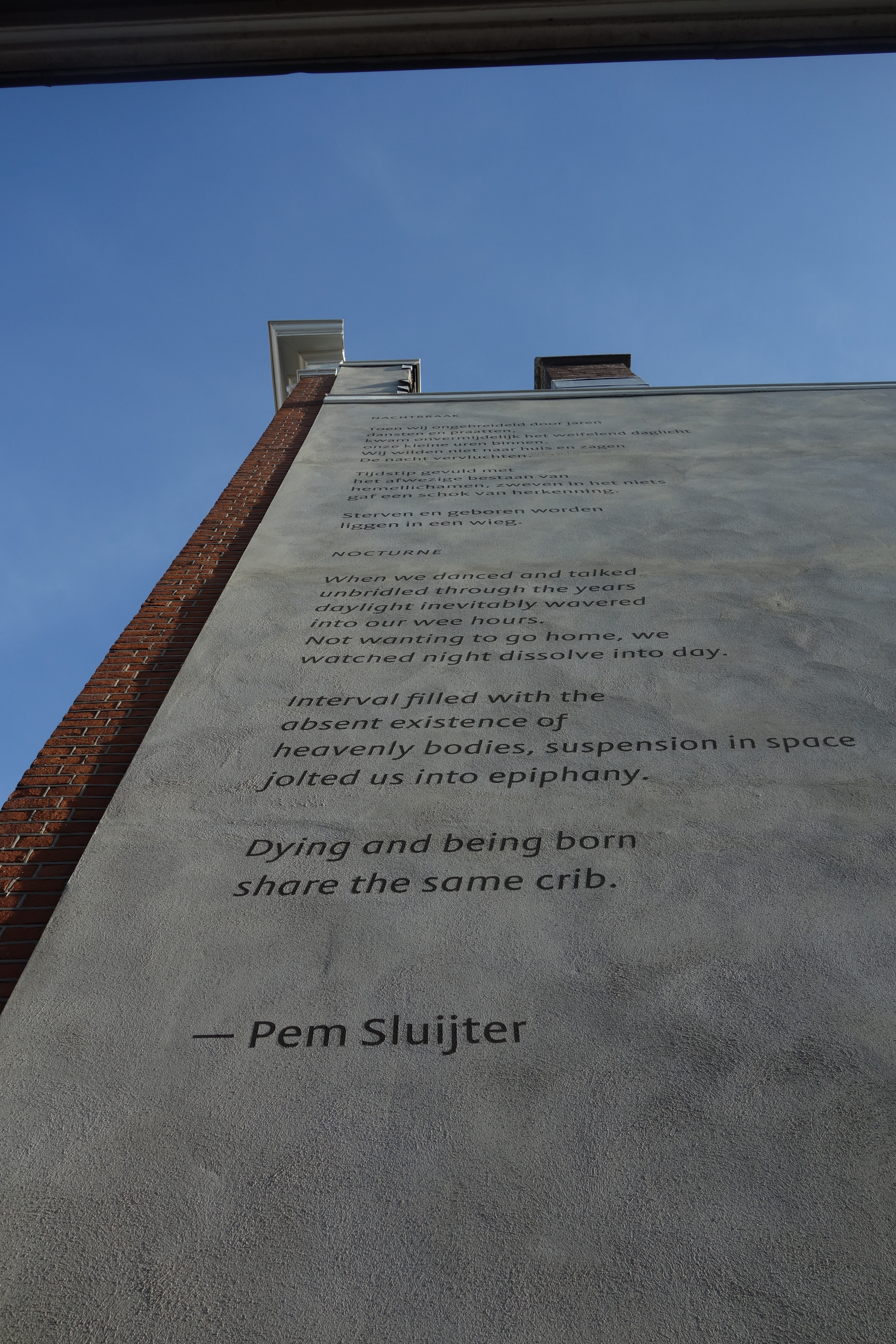
Nachtbraak van Sluijter (Bantanstraat, Den Haag)

- Digitale Bibliotheek voor de Nederlandse Letteren: slui001
- International Standard Name Identifier: 0000 0000 3525 508X
- Library of Congress Control Number: n97076829
- Nederlandse Thesaurus van Auteursnamen: 074861913
- Virtual International Authority File: 23885331
- WorldCat: E39PBJwmQxyMwpcrHKXGRJkdQq